# The Loudest Voice
The Loudest Voice é uma minissérie de drama norte-americana que retrata Roger Ailes enquanto cria e orienta a ascensão da Fox News. A minissérie é baseado no livro de 2014 The Loudest Voice in the Room, de Gabriel Sherman e estreado em 30 de junho de 2019 no Showtime.

## Premissa
The Loudest Voice conta a história de Roger Ailes, que transformou a Fox News em uma das redes de mídia mais poderosas e influentes da história. A série se concentra principalmente na década passada em que Ailes se tornou uma das figuras mais proeminentes do conservadorismo americano moderno, enquanto relembrando os eventos que definiram a vida de Ailes, incluindo os ataques de 11 de setembro, a eleição presidencial de 2008 nos Estados Unidos, a eleição presidencial de 2016 nos Estados Unidos e as acusações de assédio sexual e acordos que encerraram sua carreira.

## Elenco e personagens

### Principais
- Russell Crowe como Roger Ailes
- Seth MacFarlane as Brian Lewis
- Sienna Miller as Beth Tilson Ailes
- Simon McBurney as Rupert Murdoch
- Annabelle Wallis as Laurie Luhn
- Aleksa Palladino as Judy Laterza
- Naomi Watts as Gretchen Carlson

### Recorrente
- Josh Stamberg como Bill Shine
- Mackenzie Astin como John Moody
- Barry Watson como Lachlan Murdoch
- Guy Boyd como Chet Collier
- Josh Charles como Casey Close
- Emory Cohen como Joe Lindsley
- Patch Darragh como Sean Hannity
- Lucy Owen como Suzanne Scott
- David Whalen como Steve Doocy
- Josh McDermitt como Glenn Beck
- Josh Helman como James Murdoch
- Jenna Leigh Green como Irena Briganti

### Convidados
- John Finn como Jack Welch
- Peter Grosz como Alan Colmes
- Fran Kranz como Gabriel Sherman
- Jessica Hecht como Nancy Erika Smith
- Timothy Busfield como Neil Mullin
- David Cromer como David Axelrod
- Julee Cerda como Wendi Deng
- Joseph Cortese como Roger Stone
- John Rue como Dick Cheney
- Eric Michael Gillett como Paul Manafort